# لين فان ستينسل
لين فان ستينسل (بالهولندية: Leen van Steensel)‏ (7 نوفمبر 1978 بروتردام في هولندا - ) هو لاعب كرة قدم هولندي في مركز الدفاع. لعب مع كارل زايس يينا ونادي أوترخت ونادي إكسلسيور وVV Capelle ‏.

## وصلات خارجية
- لين فان ستينسل على موقع قاعدة بيانات كرة القدم.إي يو (الإنجليزية)
- لين فان ستينسل على موقع بيانات كرة القدم. دي إي (الألمانية)
- لين فان ستينسل على موقع Soccerway.com (الإنجليزية)
- لين فان ستينسل على موقع عالم كرة القدم.نت (الإنجليزية)